# Leuciscus idus
O Leuciscus idus, popularmente chamado escalo-prateado ou simplesmente escalo (um nome também aplicado a outras espécies), é uma espécie de peixes ciprinídeos de água doce que fazem parte da ordem dos Cypriniformes nativa de alguns rios da Ásia e norte da Europa, que foi introduzida na generalidade dos países europeus e nos Estados Unidos pelas suas qualidades ornamentais.
Vive sobretudo em grandes rios e lagos, tipicamente em cardume. A sua forma é tipicamente de ciprinídeo e a sua cor prateada ou castanha rosada, com as barbatanas rosadas com vários tons de vermelho. A cauda e barbatana caudal podem apresentar-se amareladas ou cor de bronze, o que por vezes também sucede ao resto do corpo de espécimes mais velhos e maiores. O macho adulto tem tipicamente 30 cm de comprimento, mas pode atingir os 85 cm, 4 kg de peso e 20 anos de idade.
É uma espécie predadora que se alimenta de insetos, crustáceos, moluscos e pequenos peixes. Na primavera sobem os rios para se reproduzirem em zonas de areão ou vegetação; os ovos encontram-se pegados a rochas ou ervas em água pouco profunda.
A espécie não se considera ameaçada nem é uma ameaça para o meio ambiente nos locais em que foi introduzida.